# Clan Cimmino
Il clan Cimmino è un sodalizio camorristico operante sul territorio di Vomero e Arenella nella città di Napoli.

## Storia
Il clan Cimmino è nato a metà degli anni '90, dopo la scissione di Luigi Cimmino dall'organizzazione capeggiata da Giovanni Alfano, allora giovane criminale noto per aver guidato un gruppo di malviventi nella zona del Vomero, di cui Cimmino era il suo braccio destro.
Con la creazione del nuovo clan, Luigi Cimmino inizia a reclutare giovani affiliati per la sua nuova organizzazione, con i quali tenta di impossessarsi del controllo del racket delle estorsioni tra il Vomero e l’Arenella. Provoca così una guerra con il clan Alfano, che porta all’uccisione di vittime innocenti e a un clima di terrore nei quartieri residenziali di Napoli. Ricercato per associazione camorristica ed estorsione, Cimmino è stato arrestato nel 2001, in un appartamento a Marano, dove era protetto dai suoi alleati, il clan Polverino.
Dopo l'arresto di Cimmino, iniziò ad emergere un altro nome al comando delle attività illegali nella regione, quello di Antonio Caiazzo, un altro ex fedelissimo del boss Giovanni Alfano. Da quel momento in poi l'organizzazione inizia anche ad essere conosciuta anche come clan Cimmino-Caiazzo, suddiviso in due fazioni, una facente capo a Luigi Cimmino e l’altra ad Antonio Caiazzo.
Oltre alla storica alleanza con il clan Polverino, il clan Cimmino è anche molto legato all'Alleanza di Secondigliano, in particolare al clan Licciardi. Inoltre il clan ebbe stretti rapporti con il clan Lo Russo, confermato con i vari incontri tra alcuni esponenti di spicco delle due organizzazioni, come Giovanni Caruson e Andrea Basile, da parte dei Cimmino e Carlo Lo Russo, allora capo del clan Lo Russo.
Nell'ottobre 2021 sono stati effettuati 40 arresti di persone ritenute vicine al clan Cimmino, nell’ambito dell’indagine sugli appalti ospedalieri finiti nelle mani dei clan della Camorra. L'organizzazione creata da Luigi Cimmino è stata accusata di aver compiuto diverse estorsioni all'Ospedale Antonio Cardarelli, il maggior ospedale dell'intero sud Italia, tra queste, c’è anche una tangente da 400mila euro per un appalto da 47 milioni. I Cimmino sono anche accusati di essere coinvolti in altri settori legati all'ospedale, come ad esempio: trasporto ammalati, onoranze funebri, imprese di costruzione e di pulizie. Tra gli arrestati in questa operazione ci sono il rampollo di Luigi Cimmino, Franco Diego Cimmino e Andrea Basile, attuale reggente del clan.
Cimmino, in seguito, ha deciso dopo tanti anni di passare dalla parte dello Stato e dal 2022 è collaboratore di giustizia.